# Miguel Concha Malo
Miguel Concha Malo (Querétaro, México; 8 de agosto de 1945-Ciudad de México; 9 de enero de 2023), conocido como fray Miguel Concha, fue un defensor de los derechos humanos, profesor y fraile (religioso dominico) mexicano. Fue cofundador y presidente del Centro de Derechos Humanos “Fray Francisco de Vitoria, O.P.”, y encabezó distintos consejos y asociaciones de ese rubro en México como el Consejo de la Comisión Mexicana de Defensa y Promoción de los Derechos Humanos.

## Trayectoria
Concha Malo fue religioso dominico. Inició sus estudios en Filosofía en el Centro de Estudios Filosóficos de la Provincia de Santiago de la Orden de Predicadores en México, especializándose a nivel maestría en Teología. También, realizó estudios en Sociología en el Centro de Estudios Sociales "Pro Deo", en Roma, Italia, y obtuvo su doctorado en la Facultad de Teología en Le Saulchoir, escuela de la Orden de Predicadores en Francia. Más tarde, le fue otorgado el Doctorado Honoris Causa en el Providence College en Rhode Island, Estados Unidos. En 1979, Miguel Concha Malo se integró como profesor a la División de Estudios de Posgrado de la Facultad de Ciencias Políticas y de la Facultad de Contaduría y Administración, ambas de la Universidad Nacional Autónoma de México (UNAM).
En 1984, cofundó el Centro de Derechos Humanos "Fray Francisco de Vitoria", mismo del que se convirtió en presidente en el 2002. Fue vicepresidente de la Academia Mexicana de Derechos Humanos, miembro fundador del Consejo de la Comisión Mexicana de Defensa y Promoción de los Derechos Humanos, miembro de la Sección Mexicana de Amnistía Internacional y miembro del Consejo Ciudadano del Unicef. Dentro de su trayectoria en la defensa de los derechos humanos, centró su atención la labor en las poblaciones vulnerables, aunque también se pronunció a favor, dentro de su labor periodística, de la defensa del derecho a la información y de la libertad de expresión, mismos que le valieron varios premios y reconocimientos a lo largo de su carrera.
Falleció el día 9 de enero de 2023.

## Obras
- Las violaciones a los derechos humanos en México (1988)[11]
- La pena de muerte, un enfoque pluridisciplinario (1993)
- Los derechos políticos como derechos humanos (1994)
- Los derechos humanos y la ciudad (1996)

## Premios y reconocimientos
- 2015 - Premio Internacional de Derechos Humanos Emilio F. Mignone, otorgado por el Ministerio de Relaciones Exteriores y Culto de la Argentina.[12]
- 2003 - Premio Nacional de Periodismo de México.
- 2002 - Medalla y testimonio “Roque Dalton” concedido por el Consejo de Cooperación con la Cultura y la Ciencia en El Salvador, A.C.